# 孔达克
孔达克（法語：Condac，法語發音：[kɔ̃dak]）是法国夏朗德省的一个市镇，位于该省北部，属于孔福朗区。

## 地理
孔达克（46°1'27"N, 0°13'39"E）面积9.59 平方千米，位于法国新阿基坦大区夏朗德省，该省份为法国西部内陆省份，北起德塞夫勒省和维埃纳省，东临上维埃纳省，东南至多尔多涅省，南至多爾多涅省，西接滨海夏朗德省。
与孔达克接壤的市镇（或旧市镇、城区）包括：巴罗、比乌萨克、吕费克、泰泽艾济。

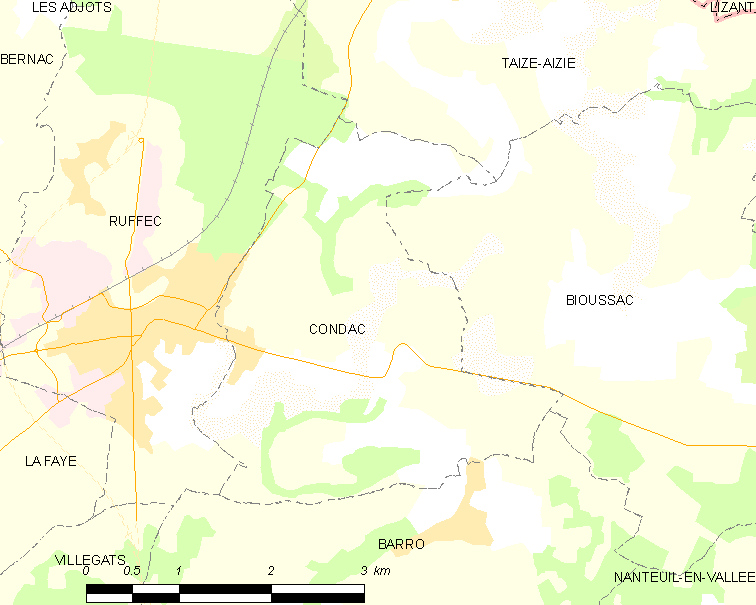
孔达克的OSM定位图

孔达克的时区为UTC+01:00、UTC+02:00（夏令时）。

## 行政
孔达克的邮政编码为16700，INSEE市镇编码为16104。

## 政治
孔达克所属的省级选区为夏朗德北县。

## 人口

1962-2008年间孔达克人口变化图示

孔达克于2022年1月1日时的人口数量为460人。